# Унгенская и Ниспоренская епархия
Унгенская и Ниспоренская епархия (рум. Eparhia de Ungheni şi Nisporeni) — епархия Русской православной церкви с центром в городе Унгены, входящая в состав Православной церкви Молдовы. Объединяет приходы и монастыри на территории Унгенского, Ниспоренского, Каларашского и Хынчешского районов Молдавии. Кафедральный собор — ?.

## История
Образована 6 октября 2006 года решением Священного Синода Русской православной церкви (журнал № 105) путём выделения приходов Унгенского, Ниспоренского и Каларашского районов Молдавии из состава Кишиневской митрополии.
Решением Священного Синода от 24 декабря 2010 года (журнал № 122) к Унгенской епархии присоединены приходы Хынчешского района Республики Молдова путём выделения их из состава Кагульско-Комратской епархии.
На 2010 год в епархии числилось:
- приходов — 145
- монастырей — 9 (3 муж., 6 жен.)
- скитов — 1 жен.
- штатных священников — 147
- штатных диаконов — 5

## Епископы
- Петр (Мустяцэ) (6 октября 2006 — 21 августа 2007) с 27 марта 2007 — полномочия временно приостановлены
- Владимир (Кантарян) (27 марта 2007 — 24 декабря 2010) в/у, митр. Кишинёвский
- Петр (Мустяцэ), во второй раз (с 24 декабря 2010)

## Благочиннические округа
По состоянию на октябрь 2022 года:
- Кэлэрашский
- Ниспоренский
- Унгенский
- Хынчештский